# Nasser Hejazi
Nasser Hejazi (Teheran, 19 december 1949 – aldaar, 23 mei 2011) was een Iraans doelman. Hejazi wordt beschouwd als een van de beste doelmannen in de geschiedenis van het Iraanse voetbal. In 2000 werd hij door Asian Football Confederation verkozen als op een na beste Aziatische doelman van de 20e eeuw, na Mohammed Al-Deayea.
Hejazi speelde 62 wedstrijden voor het Iraans voetbalelftal. Hierbij won hij tweemaal de AFC Asian Cup, behaalde hij de gouden medaille in het voetbal op de Aziatische Spelen en nam hij deel aan de Olympische Zomerspelen van 1976 en het Wereldkampioenschap voetbal 1978.
Op het einde van 2009 werd bij Hejazi longkanker vastgesteld. Op 20 mei 2011 belandde hij hierdoor in coma en amper drie dagen later werd dit hem fataal.